# 저우메이링 (감독)
저우메이링(중국어 정체자: 周美玲, 병음: Zhōu Mêilíng, 한자음: 주미령, Zero Chou, 1969년 7월 24일 ~ )은 대만의 전 기자이자 영화 겸 텔레비전 감독이다.